# Puerto Rico (Misiones)
Puerto Rico é um município da Argentina, localizado no departamento Libertador General San Martín, na província de Misiones. Possui uma população de 14.520 (INDEC 2001).
Encontra-se na latitude 26° 48' ao Sul e na longitude 55° 01' a Oeste, às margens do rio Paraná; limita ao sul com o município de Capioví, ao norte, e a oeste com o município de Garuhapé e a oeste com o Paraguai.
Dentro da província, a cidade é conhecida como a Capital da Indústria e a Cidade dos Ipês.

## População
Contava com 14.520 habitantes em 2001, mais de 19,8% do que no último censo, em 1991. A cidade, na época, era a décima mais povoada da província.

## Língua regional
- Riograndenser Hunsrückisch